# 城山城 (播磨国)

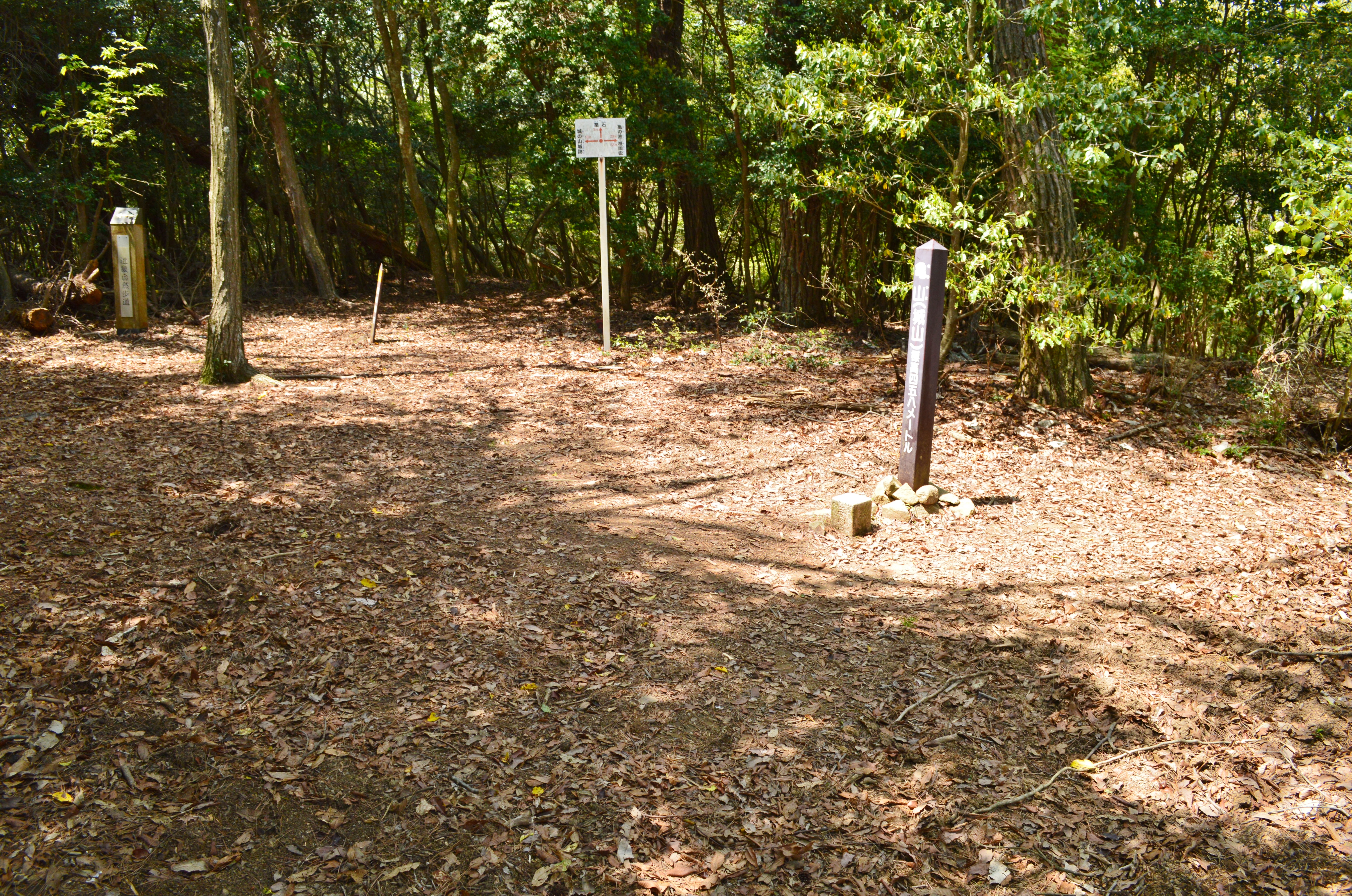
山頂

城山城（きのやまじょう）は、兵庫県たつの市にあった日本の城。同一の山の上に7世紀末の古代山城跡と、西暦1352年（正平7年/文和元年）に赤松則祐が築城した中世（南北朝時代）の山城跡が存在する。

## 概要

### 古代山城
揖保川右岸に面した標高458メートルの亀山（きのやま）の山頂に位置する。西暦663年（天智天皇2年）の白村江の戦いで敗れた大和朝廷が、唐・新羅の侵攻に備えて築城したと考えられている神籠石式山城であり、兵庫県内最古の古代山城とされる。山体に組まれた石塁のほか、城門の礎石などが出土している。

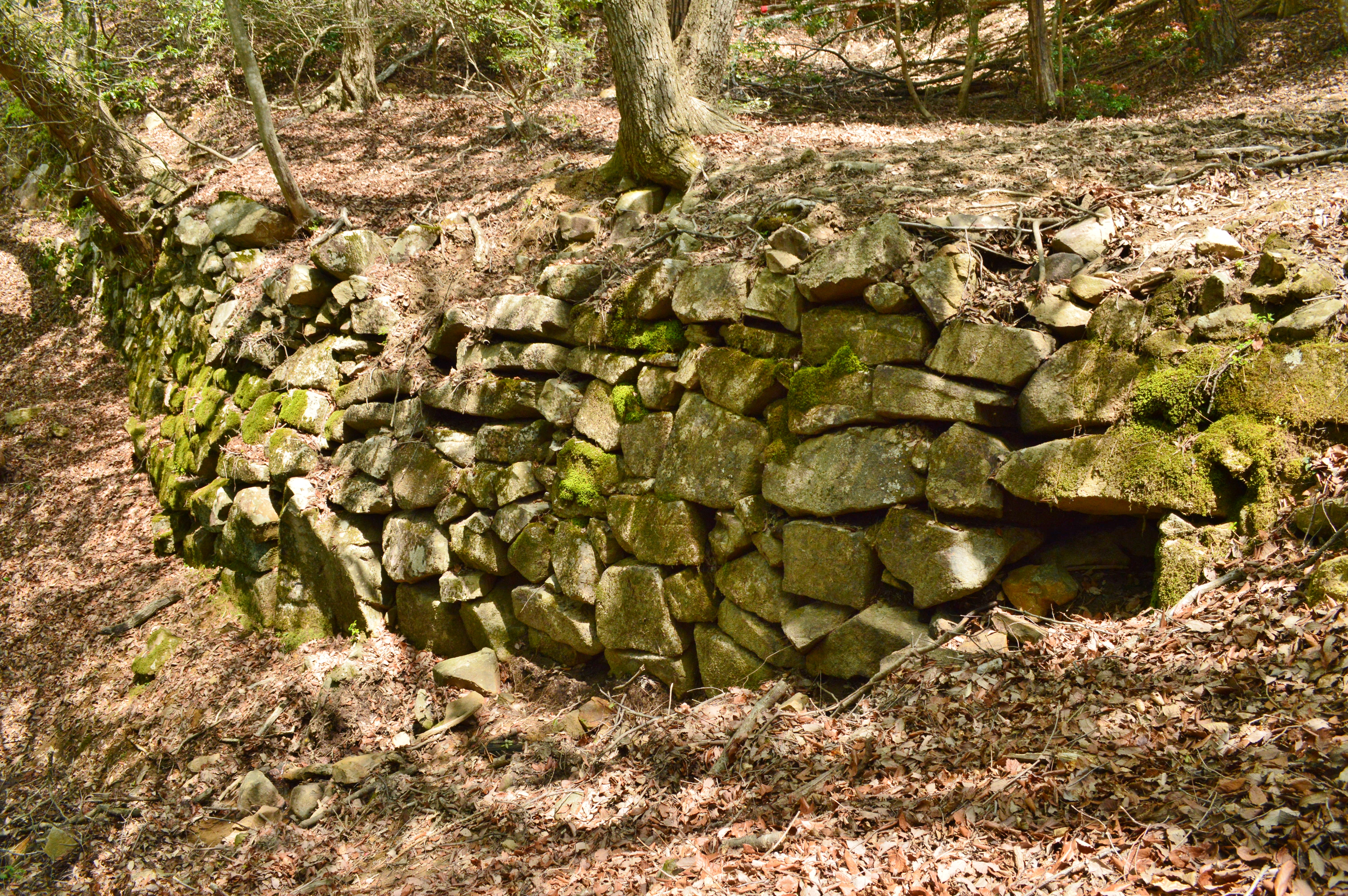
石塁c
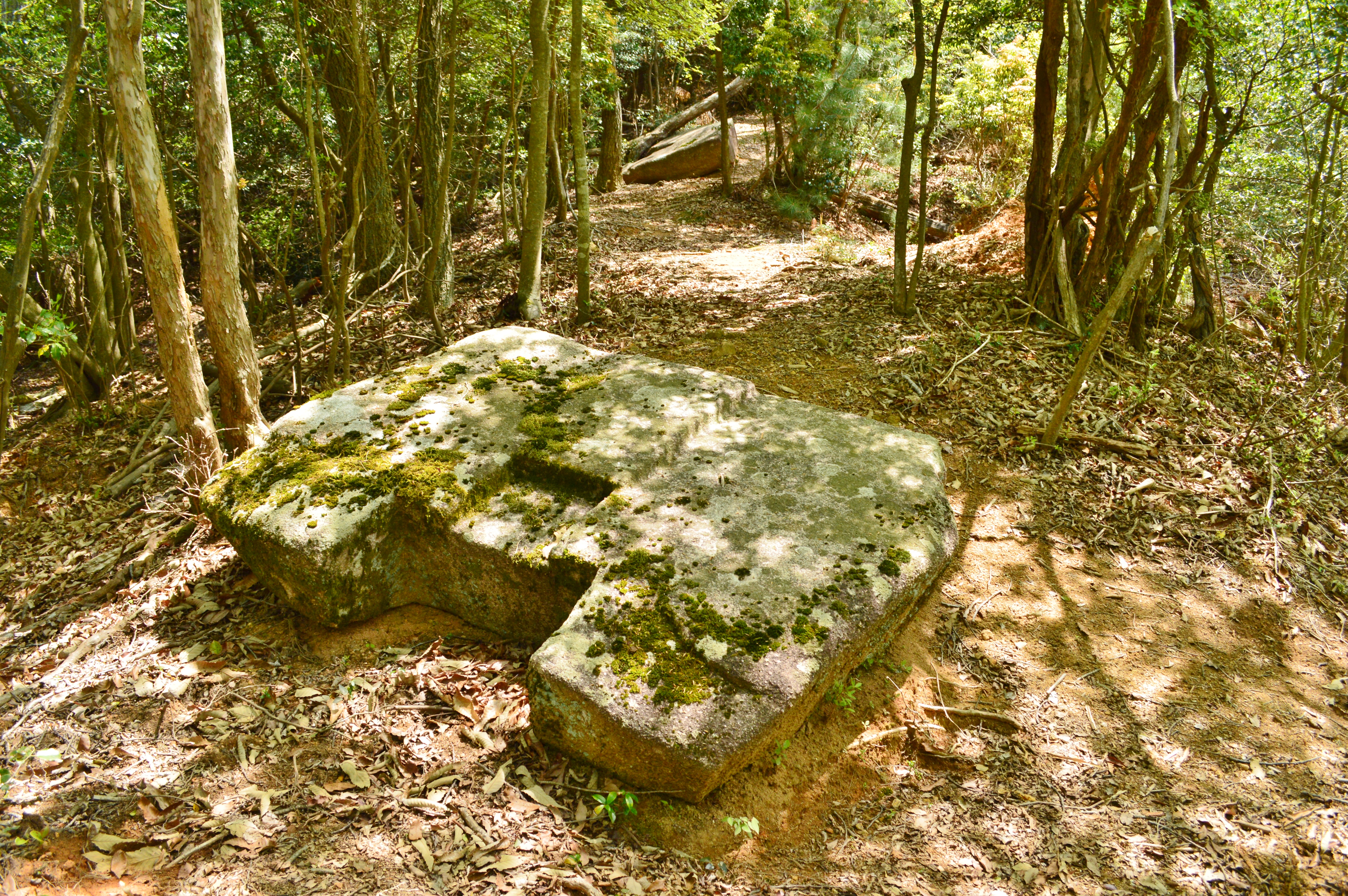
門築石
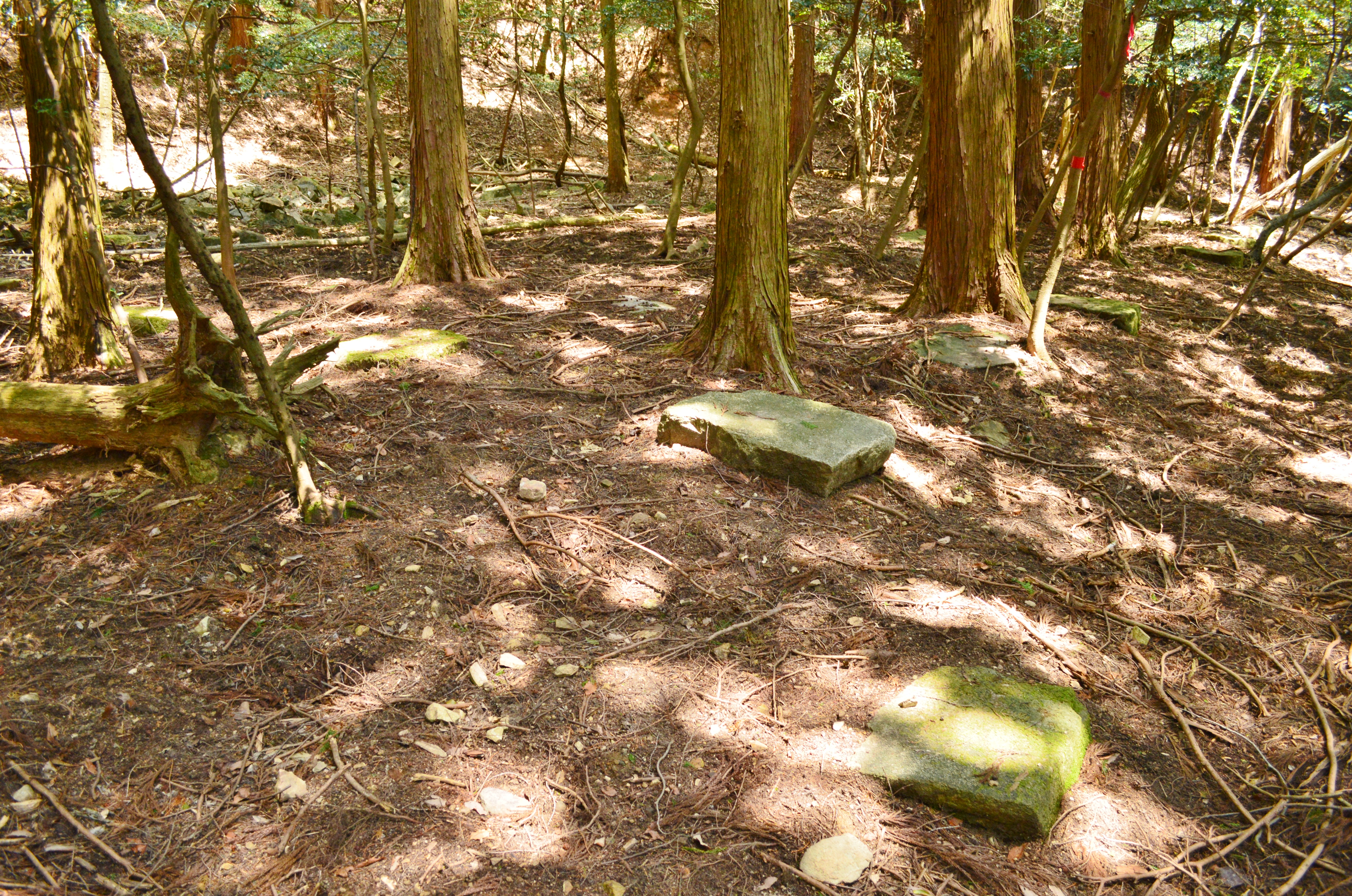
礎石建物跡
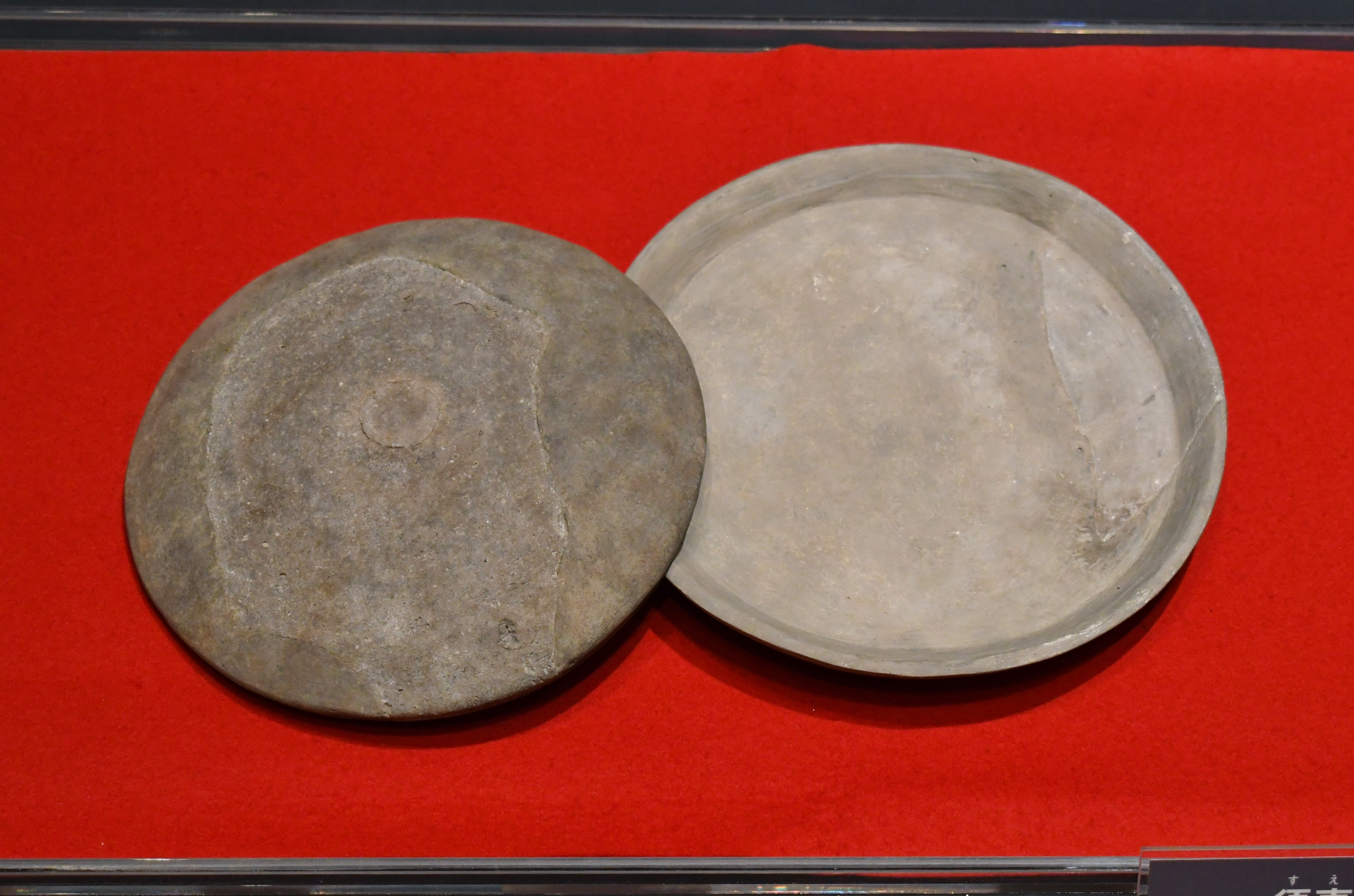
出土須恵器片 たつの市立埋蔵文化財センター展示。

### 中世山城
赤松氏の居城は則祐の父・赤松円心が築いた白旗城であったが、播磨の西に寄りすぎていたため新たな居城として則祐が1352年（正平7年/文和元年）から10年以上の歳月をかけ、この兵庫県下屈指の山城を築いた。麓には則祐・義則の2代にわたる守護所「越部守護屋形」があった。
1441年（嘉吉元年）に起きた嘉吉の乱の際、赤松満祐（義則の子）は、当初この当時の守護所である坂本城に籠って室町幕府軍を迎え撃とうとしたが、坂本城では長期の籠城戦には耐えられないと判断し、要害である城山城に移動した。しかし、9月8日には山名宗全と幕府に味方した赤松満政の軍に包囲され、翌9日に攻撃を受けた。これを受けて籠城していた満祐の弟・赤松義雅は嫡男の千代丸と共に満政に降伏、義雅は千代丸を満政に預けて自害した。その一方で満祐と義雅の甥・赤松則尚は逃亡に成功している。10日には総攻撃が行われ、満祐は嫡子・教康や弟の則繁らを逃がし、一族69名とともに自害して城は落城した。
その後、山名宗全の統治を経て再び赤松氏の城となったが、天文年間に尼子晴久に攻め込まれて陥落し播磨攻略の拠点とされた。しかし、尼子軍が撤退するといつしか廃城となった。発掘調査による出土品はたつの市立埋蔵文化財センターに展示されている。
現在、嘉吉の乱による城山落城の際に討ち死にした赤松一族らの供養塔が本丸跡や麓の集落に多数建てられており、赤松一族の霊を弔うための盆供養「さいれん坊主」が毎年8月14・15日に行われている。赤松一族の末裔らによる「さいれん坊主保存会」によって祭礼の伝承がなされている。

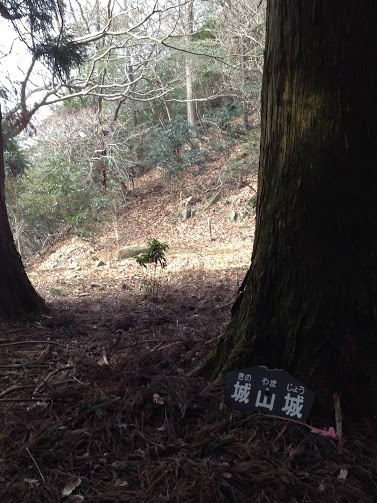
本丸跡
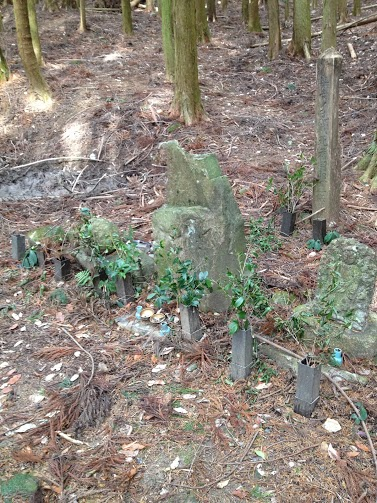
本丸跡の赤松一族供養の石造物
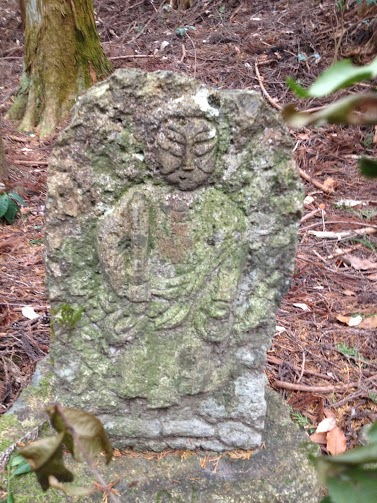
本丸跡の赤松一族供養の石造物

## 周辺
- 大倉山（ふるさと兵庫100山）